# Nazioni partecipanti all'Eurovision Song Contest
     anni 1950
     anni 1960
     anni 1970
     anni 1980
     anni 1990
     anni 2000
     anni 2010

La mappa mostra il debutto, nell'Eurovision, di ciascun paese per decennio:
anni 1950
anni 1960
anni 1970
anni 1980
anni 1990
anni 2000
anni 2010

Le nazioni partecipanti all'Eurovision Song Contest sono cinquantadue da quando la competizione canora annuale organizzata dall'Unione europea di radiodiffusione è cominciata nel 1956. Di queste, ventisette (venticinque se si esclude la Jugoslavia, non più esistente, e si considera la Germania Ovest come Germania) hanno vinto almeno una volta 
Il numero dei paesi che hanno partecipato ogni anno è cresciuto costantemente, da soli sette nel 1956 a più di venti alla fine del 1980 e a un record di quarantatré nel 2008, eguagliato nel 2011 e nel 2018. Dal momento che il numero di partecipanti è aumentato, sono state introdotte dapprima delle gare preliminari, e successivamente un sistema di relegazione soppiantato nel 2004 dalle semifiniali, al fine di garantire la partecipazione al maggior numero di paesi possibili.

La partecipazione al concorso è principalmente aperta a tutte le emittenti membri attivi dell'UER. Per essere un membro attivo, le emittenti devono far parte della zona europea di radiodiffusione, o essere in un paese membro del Consiglio d'Europa. L'ammissibilità a partecipare, quindi, non è determinata dall'inclusione geografica all'interno del continente europeo, né ha un collegamento diretto con l'Unione europea. Infatti diversi paesi considerati geograficamente al di fuori dei confini dell'Europa hanno gareggiato, come ad esempio: Israele, Cipro e Armenia, nell'Asia occidentale, rispettivamente dal 1973, 1981 e dal 2006; il Marocco, in Nord Africa, nel 1980 (prima e ultima partecipazione); e l'Australia che ha debuttato al concorso 2015. Inoltre, molti paesi transcontinentali, con solo una parte del loro territorio appartenente all'Europa, hanno gareggiato: Turchia, dal 1975; Russia, dal 1994; Georgia, dal 2007; e l'Azerbaigian, che ha fatto la sua prima apparizione nella edizione 2008.

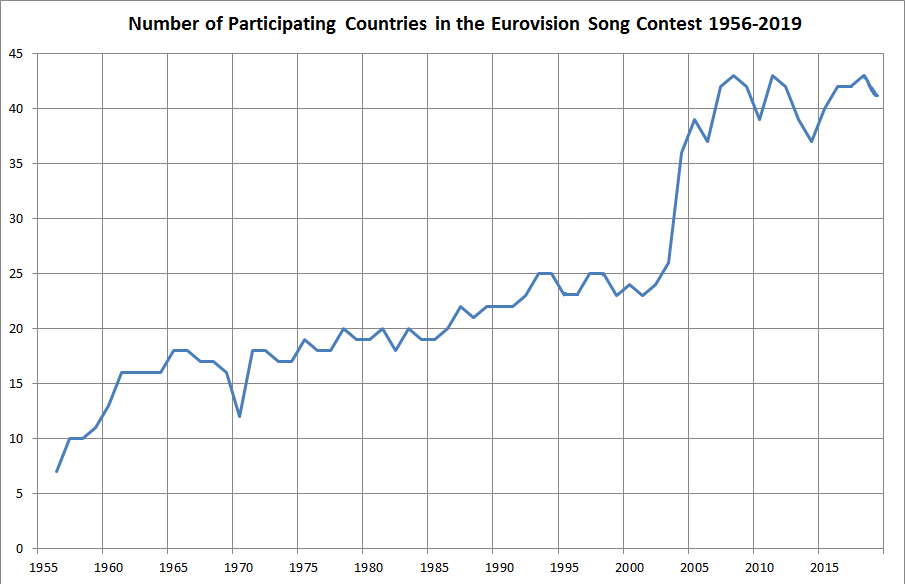
Grafico che indica l'aumento annuale del numero dei paesi nell'Eurovision Song Contest dal 1956 al 2019

## Partecipazioni mancate
Alcuni paesi hanno tentato di partecipare alla manifestazione in passato ma per motivi vari hanno mancato la partecipazione. Tra questi si ricordano soprattutto il Liechtenstein, il Libano e l'Unione Sovietica.
Anche il Kosovo e le Isole Faroe hanno tentato di partecipare, ma non essendo riconosciuti come veri e propri stati perché amministrativamente parte di altri paesi, non hanno mai partecipato. Questo è avvenuto anche per alcune nazioni costituenti del Regno Unito (Galles e Scozia).
Anche altre nazioni al di fuori dell'UER hanno manifestato più volte interesse a una partecipazione diretta, che però non ha mai avuto luogo per vari motivi.
Di seguito una tabella dei paesi che non hanno mai partecipato pur avendo manifestato interesse:
Legenda
- Paesi che potrebbero formalmente debuttare;
- Paesi che avrebbero dovuto debuttare in passato ma che non hanno mai partecipato.

| Paese                                | Emittente                    |
| ------------------------------------ | ---------------------------- |
| Kazakistan                           | Khabar Agency                |
| Libano                               | Télé-Liban                   |
| Tunisia                              | ERTT                         |
| Liechtenstein                        | 1 FL TV                      |
| Kosovo                               | RTK                          |
| Città del Vaticano                   | RadioVaticana                |
| Unione Sovietica (non più esistente) | Central'noe televidenie SSSR |
| Isole Fær Øer (Danimarca)            | Kringvarp Føroya             |
| Groenlandia (Danimarca)              | Kalaallit Nunaata Radioa     |
| Galles (Regno Unito)                 | S4C                          |
| Gibilterra (Regno Unito)             | GBC                          |
| Scozia (Regno Unito)                 | BBC Scotland o STV           |
| Catalogna (Spagna)                   | TV3 (TVC)                    |
| Palestina                            | PBC                          |
| Qatar                                | Qatar Radio                  |
| Cina                                 | Hunan Television             |

## Paesi non più esistenti ma che hanno partecipato
All'Eurovision Song Contest hanno partecipato anche Paesi o federazioni successivamente disgregatisi: è il caso, ad esempio, della Repubblica Socialista Federale di Jugoslavia e della Repubblica Federale di Jugoslavia, definitivamente scomparse nel 1991 e 2003, e della Serbia e Montenegro, rimasta con questa denominazione solo fino al 2006; ancora della Germania, che fino al 1989 era divisa in due distinte repubbliche:
| Paese                                        | Anno di debutto | Ultima partecipazione | Partecipazioni | Vittorie | Miglior risultato     | Emittente/i                   |
| -------------------------------------------- | --------------- | --------------------- | -------------- | -------- | --------------------- | ----------------------------- |
| Serbia e Montenegro                          | 2004            | 2005                  | 2              | 0        | Finale: 2º (2004)     | UJRT                          |
| Serbia e Montenegro                          | 2004            | 2005                  | 2              | 0        | Semifinale: 1º (2004) | UJRT                          |
| Repubblica di Bosnia ed Erzegovina           | 1993            | 1997                  | 5              | 0        | 15º (1994)            | BHRT                          |
| Repubblica Federale di Jugoslavia            | 1992            | 1992                  | 1              | 0        | 13º (1992)            | JRT                           |
| Repubblica Socialista Federale di Jugoslavia | 1961            | 1991                  | 27             | 1        | 1º (1989)             | JRT                           |
| Germania Ovest                               | 1956            | 1990                  | 34             | 1        | 1º (1982)             | HR (1956-1978) BR (1979-1991) |

## Membri dell'UER che non partecipano
Di seguito, una tabella riassuntiva, di altri paesi membri dell'UER, che non hanno mai voluto partecipare:
| Paese     | Emittente/i   |
| --------- | ------------- |
| Algeria   | ENTV ENRS TDA |
| Egitto    | ERTU          |
| Giordania | JRTV          |
| Libia     | LNC           |

## Lista dei partecipanti
La seguente tabella elenca in ordine alfabetico i Paesi che hanno partecipato al concorso almeno una volta, insieme alle rispettive reti televisive, l'anno del loro debutto e quello della loro ultima partecipazione. Ogni Paese, inoltre, è dotato di un proprio simbolo dell'Eurovision Song Contest, costituito da un cuore contenente la bandiera del Paese a cui appartiene.
Il paese che detiene il maggior numero di partecipazioni è attualmente la Germania, con 66 presenze sin dall'inizio della manifestazione.
Legenda
- Paesi ritiratisi dall'edizione 2024
- Paesi che si sono sempre qualificati per la finale (dal 2004)
- Paesi finalisti di diritto (Big Five)

| Paese                | Anno di debutto | Ultima partecipazione | Partecipazioni | Vittorie | Miglior risultato                | Emittente/i                                                                    |
| -------------------- | --------------- | --------------------- | -------------- | -------- | -------------------------------- | ------------------------------------------------------------------------------ |
| Albania              | 2004            | 2025                  | 21             | 0        | Finale: 5º (2012, 146 punti)     | RTSH                                                                           |
| Albania              | 2004            | 2025                  | 21             | 0        | Semifinale: 2º (2012, 146 punti) | RTSH                                                                           |
| Andorra              | 2004            | 2009                  | 6              | 0        | Semifinale: 12º (2007, 80 punti) | RTVA                                                                           |
| Armenia              | 2006            | 2025                  | 17             | 0        | Finale: 4º (2008, 199 punti)     | ARMTV                                                                          |
| Armenia              | 2006            | 2025                  | 17             | 0        | Semifinale: 2º (2016, 243 punti) | ARMTV                                                                          |
| Australia            | 2015            | 2025                  | 10             | 0        | Finale: 2º (2016, 511 punti)     | SBS                                                                            |
| Australia            | 2015            | 2025                  | 10             | 0        | Semifinale: 1º (2016, 330 punti) | SBS                                                                            |
| Austria              | 1957            | 2025                  | 57             | 3        | Finale: 1º (2025, 436 punti)     | ORF                                                                            |
| Austria              | 1957            | 2025                  | 57             | 3        | Semifinale: 1º (2014, 169 punti) | ORF                                                                            |
| Azerbaigian          | 2008            | 2025                  | 17             | 1        | Finale: 1º (2011, 221 punti)     | İTV                                                                            |
| Azerbaigian          | 2008            | 2025                  | 17             | 1        | Semifinale: 1º (2013, 139 punti) | İTV                                                                            |
| Belgio               | 1956            | 2025                  | 66             | 1        | Finale: 1º (1986, 176 punti)     | VRT (olandese) RTBF (francese)                                                 |
| Belgio               | 1956            | 2025                  | 66             | 1        | Semifinale: 1º (2010, 167 punti) | VRT (olandese) RTBF (francese)                                                 |
| Bielorussia          | 2004            | 2019                  | 16             | 0        | Finale: 6º (2007, 145 punti)     | BTRC (2004-2021)                                                               |
| Bielorussia          | 2004            | 2019                  | 16             | 0        | Semifinale: 4º (2007, 176 punti) | BTRC (2004-2021)                                                               |
| Bosnia ed Erzegovina | 1993            | 2016                  | 19             | 0        | Finale: 3º (2006, 229 punti)     | BHRT                                                                           |
| Bosnia ed Erzegovina | 1993            | 2016                  | 19             | 0        | Semifinale: 2º (2006, 267 punti) | BHRT                                                                           |
| Bulgaria             | 2005            | 2022                  | 14             | 0        | Finale: 2º (2017, 615 punti)     | BNT                                                                            |
| Bulgaria             | 2005            | 2022                  | 14             | 0        | Semifinale: 1º (2017, 403 punti) | BNT                                                                            |
| Cipro                | 1981            | 2025                  | 41             | 0        | Finale: 2º (2018, 436 punti)     | CyBC                                                                           |
| Cipro                | 1981            | 2025                  | 41             | 0        | Semifinale: 2º (2018, 262 punti) | CyBC                                                                           |
| Croazia              | 1993            | 2025                  | 30             | 0        | Finale: 2º (2024, 547 punti)     | HRT                                                                            |
| Croazia              | 1993            | 2025                  | 30             | 0        | Semifinale: 1º (2024, 177 punti) | HRT                                                                            |
| Danimarca            | 1957            | 2025                  | 53             | 3        | Finale: 1º (2013, 281 punti)     | DR                                                                             |
| Danimarca            | 1957            | 2025                  | 53             | 3        | Semifinale: 1º (2013, 167 punti) | DR                                                                             |
| Estonia              | 1994            | 2025                  | 30             | 1        | Finale: 1º (2001, 198 punti)     | ERR                                                                            |
| Estonia              | 1994            | 2025                  | 30             | 1        | Semifinale: 3º (2009, 115 punti) | ERR                                                                            |
| Finlandia            | 1961            | 2025                  | 58             | 1        | Finale: 1º (2006, 292 punti)     | YLE                                                                            |
| Finlandia            | 1961            | 2025                  | 58             | 1        | Semifinale: 1º (2006, 292 punti) | YLE                                                                            |
| Francia              | 1956            | 2025                  | 67             | 5        | Finale: 1º (1977, 136 punti)     | RTF (1956-1964) ORTF (1965-1974) TF1 (1975-1981) France Télévisions (dal 1983) |
| Georgia              | 2007            | 2025                  | 17             | 0        | Finale: 9º (2010, 136 punti)     | GPB                                                                            |
| Georgia              | 2007            | 2025                  | 17             | 0        | Semifinale: 3º (2010, 106 punti) | GPB                                                                            |
| Germania             | 1956            | 2025                  | 68             | 2        | Finale: 1º (2010, 246 punti)     | ARD: HR (1956-1978) BR (1979-1991) MDR (1992-1995) NDR (dal 1996)              |
| Grecia               | 1974            | 2025                  | 45             | 1        | Finale: 1º (2005, 230 punti)     | ERT (1974-2013, dal 2016) NERIT (2014-2015)                                    |
| Grecia               | 1974            | 2025                  | 45             | 1        | Semifinale: 1º (2008, 156 punti) | ERT (1974-2013, dal 2016) NERIT (2014-2015)                                    |
| Irlanda              | 1965            | 2025                  | 58             | 7        | Finale: 1º (1994, 226 punti)     | RTÉ                                                                            |
| Irlanda              | 1965            | 2025                  | 58             | 7        | Semifinale: 3º (2024, 119 punti) | RTÉ                                                                            |
| Islanda              | 1986            | 2025                  | 37             | 0        | Finale: 2º (2009, 218 punti)     | RÚV                                                                            |
| Islanda              | 1986            | 2025                  | 37             | 0        | Semifinale: 1º (2009, 174 punti) | RÚV                                                                            |
| Israele              | 1973            | 2025                  | 47             | 4        | Finale: 1º (2018, 529 punti)     | IBA (1973-2017) IPBC (dal 2018)                                                |
| Israele              | 1973            | 2025                  | 47             | 4        | Semifinale: 1º (2018, 283 punti) | IBA (1973-2017) IPBC (dal 2018)                                                |
| Italia               | 1956            | 2025                  | 50             | 3        | Finale: 1º (2021, 524 punti)     | Rai                                                                            |
| Lettonia             | 2000            | 2025                  | 25             | 1        | Finale: 1º (2002, 176 punti)     | LTV                                                                            |
| Lettonia             | 2000            | 2025                  | 25             | 1        | Semifinale: 2º (2015, 155 punti) | LTV                                                                            |
| Lituania             | 1994            | 2025                  | 25             | 0        | Finale: 6º (2006, 162 punti)     | LRT                                                                            |
| Lituania             | 1994            | 2025                  | 25             | 0        | Semifinale: 3º (2012, 104 punti) | LRT                                                                            |
| Lussemburgo          | 1956            | 2025                  | 39             | 5        | Finale: 1º (1983, 142 punti)     | CLT                                                                            |
| Lussemburgo          | 1956            | 2025                  | 39             | 5        | Semifinale: 5ª (2024, 117 punti) | CLT                                                                            |
| Macedonia del Nord   | 1998            | 2022                  | 21             | 0        | Finale: 7º (2019, 303 punti)     | MRT                                                                            |
| Macedonia del Nord   | 1998            | 2022                  | 21             | 0        | Semifinale: 2º (2019, 239 punti) | MRT                                                                            |
| Malta                | 1971            | 2025                  | 37             | 0        | Finale: 2º (2005, 192 punti)     | PBS                                                                            |
| Malta                | 1971            | 2025                  | 37             | 0        | Semifinale: 1º (2021, 325 punti) | PBS                                                                            |
| Marocco              | 1980            | 1980                  | 1              | 0        | Finale: 18º (1980, 7 punti)      | SNRT                                                                           |
| Moldavia             | 2005            | 2024                  | 19             | 0        | Finale: 3º (2017, 374 punti)     | TRM                                                                            |
| Moldavia             | 2005            | 2024                  | 19             | 0        | Semifinale: 2º (2017, 291 punti) | TRM                                                                            |
| Montenegro           | 2007            | 2025                  | 13             | 0        | Finale: 13º (2015, 44 punti)     | RTCG                                                                           |
| Montenegro           | 2007            | 2025                  | 13             | 0        | Semifinale: 7º (2014, 63 punti)  | RTCG                                                                           |
| Norvegia             | 1960            | 2025                  | 63             | 3        | Finale: 1º (2009, 387 punti)     | NRK                                                                            |
| Norvegia             | 1960            | 2025                  | 63             | 3        | Semifinale: 1º (2018, 266 punti) | NRK                                                                            |
| Paesi Bassi          | 1956            | 2025                  | 65             | 5        | Finale: 1º (2019, 498 punti)     | NTS (1956-1969) NOS (1970-2009) TROS (2010-2013) AVROTROS (dal 2014)           |
| Paesi Bassi          | 1956            | 2025                  | 65             | 5        | Semifinale: 1º (2019, 231 punti) | NTS (1956-1969) NOS (1970-2009) TROS (2010-2013) AVROTROS (dal 2014)           |
| Polonia              | 1994            | 2025                  | 27             | 0        | Finale: 2º (1994, 166 punti)     | TVP                                                                            |
| Polonia              | 1994            | 2025                  | 27             | 0        | Semifinale: 3º (2023, 124 punti) | TVP                                                                            |
| Portogallo           | 1964            | 2025                  | 56             | 1        | Finale: 1º (2017, 758 punti)     | RTP                                                                            |
| Portogallo           | 1964            | 2025                  | 56             | 1        | Semifinale: 1º (2017, 370 punti) | RTP                                                                            |
| Principato di Monaco | 1959            | 2006                  | 24             | 1        | Finale: 1º (1971, 128 punti)     | TMC                                                                            |
| Principato di Monaco | 1959            | 2006                  | 24             | 1        | Semifinale: 19º (2004, 10 punti) | TMC                                                                            |
| Regno Unito          | 1957            | 2025                  | 67             | 5        | Finale: 1º (1997, 227 punti)     | BBC                                                                            |
| Repubblica Ceca      | 2007            | 2025                  | 13             | 0        | Finale: 6º (2018, 281 punti)     | ČT                                                                             |
| Repubblica Ceca      | 2007            | 2025                  | 13             | 0        | Semifinale: 2º (2019, 242 punti) | ČT                                                                             |
| Romania              | 1994            | 2023                  | 23             | 0        | Finale: 3º (2010, 162 punti)     | TVR                                                                            |
| Romania              | 1994            | 2023                  | 23             | 0        | Semifinale: 1º (2005, 235 punti) | TVR                                                                            |
| Russia               | 1994            | 2021                  | 23             | 1        | Finale: 1º (2008, 272 punti)     | RTR (1994, 1996, 2008-2022) C1R (1995-2022)                                    |
| Russia               | 1994            | 2021                  | 23             | 1        | Semifinale: 1º (2016, 342 punti) | RTR (1994, 1996, 2008-2022) C1R (1995-2022)                                    |
| San Marino           | 2008            | 2025                  | 15             | 0        | Finale: 19º (2019, 77 punti)     | San Marino RTV                                                                 |
| San Marino           | 2008            | 2025                  | 15             | 0        | Semifinale: 8º (2019, 150 punti) | San Marino RTV                                                                 |
| Serbia               | 2007            | 2025                  | 17             | 1        | Finale: 1º (2007, 268 punti)     | RTS                                                                            |
| Serbia               | 2007            | 2025                  | 17             | 1        | Semifinale: 1º (2007, 298 punti) | RTS                                                                            |
| Slovacchia           | 1994            | 2012                  | 7              | 0        | Finale: 18º (1996, 19 punti)     | STV (1994-2010) RTVS (2011-2012)                                               |
| Slovacchia           | 1994            | 2012                  | 7              | 0        | Semifinale: 13º (2011, 48 punti) | STV (1994-2010) RTVS (2011-2012)                                               |
| Slovenia             | 1993            | 2025                  | 30             | 0        | Finale: 7º (1995, 84 punti)      | RTV Slovenija                                                                  |
| Slovenia             | 1993            | 2025                  | 30             | 0        | Semifinale: 3º (2011, 112 punti) | RTV Slovenija                                                                  |
| Spagna               | 1961            | 2025                  | 64             | 2        | Finale: 1º (1968, 29 punti)      | TVE                                                                            |
| Svezia               | 1958            | 2025                  | 64             | 7        | Finale: 1º (2023, 583 punti)     | Sveriges Radiotjänst (1958) SR (1959-1979) SVT (dal 1980)                      |
| Svezia               | 1958            | 2025                  | 64             | 7        | Semifinale: 1º (2022, 396 punti) | Sveriges Radiotjänst (1958) SR (1959-1979) SVT (dal 1980)                      |
| Svizzera             | 1956            | 2025                  | 65             | 3        | Finale: 1º (2024, 591 punti)     | SRG SSR                                                                        |
| Svizzera             | 1956            | 2025                  | 65             | 3        | Semifinale: 1º (2021, 291 punti) | SRG SSR                                                                        |
| Turchia              | 1975            | 2012                  | 34             | 1        | Finale: 1º (2003, 167 punti)     | TRT                                                                            |
| Turchia              | 1975            | 2012                  | 34             | 1        | Semifinale: 1º (2010, 118 punti) | TRT                                                                            |
| Ucraina              | 2003            | 2025                  | 20             | 3        | Finale: 1º (2022, 631 punti)     | Suspil'ne                                                                      |
| Ucraina              | 2003            | 2025                  | 20             | 3        | Semifinale: 1º (2022, 337 punti) | Suspil'ne                                                                      |
| Ungheria             | 1994            | 2019                  | 17             | 0        | Finale: 4º (1994, 122 punti)     | MTVA                                                                           |
| Ungheria             | 1994            | 2019                  | 17             | 0        | Semifinale: 2º (2017, 231 punti) | MTVA                                                                           |

## Albo d'oro

### Legenda
- Paese non più esistente
- Paese ritiratosi dalla manifestazione

| #  | Nazione                            | Primo posto | Secondo posto | Terzo posto | Totale |
| -- | ---------------------------------- | ----------- | ------------- | ----------- | ------ |
| 1  | Irlanda                            | 7           | 4             | 1           | 12     |
| 2  | Svezia                             | 7           | 1             | 6           | 15     |
| 3  | Regno Unito                        | 5           | 16            | 3           | 24     |
| 4  | Francia                            | 5           | 5             | 7           | 17     |
| 5  | Paesi Bassi                        | 5           | 1             | 1           | 7      |
| 6  | Lussemburgo                        | 5           | 0             | 2           | 7      |
| 7  | Israele                            | 4           | 3             | 2           | 9      |
| 8  | Italia                             | 3           | 3             | 5           | 11     |
| 9  | Svizzera                           | 3           | 3             | 4           | 10     |
| 10 | Ucraina                            | 3           | 2             | 2           | 7      |
| 11 | Danimarca                          | 3           | 1             | 3           | 7      |
| 12 | Norvegia                           | 3           | 1             | 1           | 5      |
| 13 | Austria                            | 3           | 0             | 1           | 4      |
| 14 | Germania                           | 2           | 4             | 5           | 11     |
| 14 | Germania Ovest                     | 2           | 4             | 5           | 11     |
| 15 | Spagna                             | 2           | 4             | 2           | 8      |
| 15 | Spagna franchista                  | 2           | 4             | 2           | 8      |
| 15 | Stato spagnolo                     | 2           | 4             | 2           | 8      |
| 16 | Russia                             | 1           | 4             | 4           | 9      |
| 17 | Belgio                             | 1           | 2             | 0           | 3      |
| 18 | Principato di Monaco               | 1           | 1             | 3           | 5      |
| 19 | Azerbaigian                        | 1           | 1             | 1           | 3      |
| 19 | Turchia                            | 1           | 1             | 1           | 3      |
| 20 | Finlandia                          | 1           | 1             | 0           | 2      |
| 21 | Grecia                             | 1           | 0             | 3           | 4      |
| 21 | Regno di Grecia                    | 1           | 0             | 3           | 4      |
| 22 | Estonia                            | 1           | 0             | 2           | 3      |
| 23 | Serbia                             | 1           | 0             | 1           | 2      |
| 23 | Lettonia                           | 1           | 0             | 1           | 2      |
| 25 | Portogallo                         | 1           | 0             | 0           | 1      |
| 25 | Jugoslavia                         | 1           | 0             | 0           | 1      |
| 28 | Malta                              | 0           | 2             | 2           | 4      |
| 29 | Islanda                            | 0           | 2             | 0           | 2      |
| 30 | Cipro                              | 0           | 1             | 0           | 1      |
| 30 | Bulgaria                           | 0           | 1             | 0           | 1      |
| 30 | Australia                          | 0           | 1             | 0           | 1      |
| 30 | Serbia e Montenegro                | 0           | 1             | 0           | 1      |
| 30 | Croazia                            | 0           | 1             | 0           | 1      |
| 30 | Polonia                            | 0           | 1             | 0           | 1      |
| 35 | Romania                            | 0           | 0             | 2           | 2      |
| 36 | Moldavia                           | 0           | 0             | 1           | 1      |
| 36 | Bosnia ed Erzegovina               | 0           | 0             | 1           | 1      |
| 36 | Repubblica di Bosnia ed Erzegovina | 0           | 0             | 1           | 1      |
| 38 | Albania                            | 0           | 0             | 0           | 0      |
| 38 | Andorra                            | 0           | 0             | 0           | 0      |
| 38 | Armenia                            | 0           | 0             | 0           | 0      |
| 38 | Bielorussia                        | 0           | 0             | 0           | 0      |
| 38 | Georgia                            | 0           | 0             | 0           | 0      |
| 38 | Lituania                           | 0           | 0             | 0           | 0      |
| 38 | Macedonia del Nord                 | 0           | 0             | 0           | 0      |
| 38 | Repubblica di Macedonia            | 0           | 0             | 0           | 0      |
| 38 | Marocco                            | 0           | 0             | 0           | 0      |
| 38 | Montenegro                         | 0           | 0             | 0           | 0      |
| 38 | Repubblica Ceca                    | 0           | 0             | 0           | 0      |
| 38 | RF Jugoslavia                      | 0           | 0             | 0           | 0      |
| 38 | San Marino                         | 0           | 0             | 0           | 0      |
| 38 | Slovacchia                         | 0           | 0             | 0           | 0      |
| 38 | Slovenia                           | 0           | 0             | 0           | 0      |
| 38 | Ungheria                           | 0           | 0             | 0           | 0      |

## Paesi partecipanti nei decenni
Sette furono i paesi che debuttarono nella prima edizione dell'Eurovision nel 1956. Da allora il numero dei partecipanti non ha fatto altro che aumentare; dagli anni '80, per esempio, il numero standard è diventato di venti paesi nella manifestazione.
Dal 1992, prima con il collasso della Jugoslavia, e dal 1993, dopo quello dell'Unione Sovietica, nacquero molti altri paesi, che chiaramente ebbero la possibilità di debuttare (Bosnia ed Erzegovina, Croazia e Slovenia). Molti altri debuttarono nel 1994 (Estonia, Ungheria, Lituania, Polonia, Romania, Russia e Slovacchia).
Dagli anni 2000 si ebbe una vera e propria svolta per nuove culture; in questo decennio debuttarono, infatti, paesi come l'Azerbaigian, l'Armenia e la Georgia, che pur se al confine con l'Asia, riuscirono a guadagnarsi un posto nella competizione.
Il numero di paesi, tuttavia, divenne sempre più grande (quarantatré è il massimo raggiunto), che alla fine nel 2008, si dovette ricorrere all'inclusione di due semifinali per la prima volta (non più una sola semifinale come dal 2004); non tutti i paesi potevano più prendere parte alla serata finale: bisognava essere votati in semifinale per diventare un effettivo finalista.

### Legenda
- Vincitore: il Paese ha vinto l'Eurovision Song Contest in quell'anno;
- Secondo: il Paese è arrivato al secondo posto in quell'anno;
- Terzo: il Paese è arrivato al terzo posto in quell'anno;
- Rimanenti: il Paese si è classificato in una posizione tra il quarto e il penultimo posto;
- Ultimo: il Paese è arrivato ultimo in quell'anno;
- Non qualificato alla finale: il paese non accede alla finale (2004-);
- Non qualificato per l'Eurovision: il paese non è salvo per il round di prequalificazione alla competizione (1993-1996);
- Debutto: il Paese ha debuttato in quell'anno;
- Non partecipante: il Paese non ha partecipato o si è ritirato in quell'anno;
- "-" bianco su fondo grigio scuro: Il paese aveva confermato la propria partecipazione, ma la manifestazione è stata annullata (2020) o il paese è stato escluso.

#### Anni 1950
| 1956–1959                       | 1956–1959 | 1956–1959 | 1956–1959 | 1956–1959 |
| Paesi partecipanti e debuttanti | 1956 (7)  | 1957 (10) | 1958 (10) | 1959 (11) |
| ------------------------------- | --------- | --------- | --------- | --------- |
| Austria                         |           | 10        | 5=        | 9=        |
| Belgio                          | 2=        | 8=        | 5=        | 6         |
| Danimarca                       |           | 3         | 8         | 5         |
| Francia                         | 2=        | 2         | 1         | 3         |
| Germania Ovest                  | 2=        | 4=        | 7         | 8         |
| Italia                          | 2=        | 6         | 3         | 6         |
| Lussemburgo                     | 2=        | 4=        | 9=        |           |
| Paesi Bassi                     | 2=        | 1         | 9=        | 1         |
| Principato di Monaco            |           |           |           | 11        |
| Regno Unito                     |           | 7         |           | 2         |
| Svezia                          |           |           | 4         | 9=        |
| Svizzera                        | 1         | 8=        | 2         | 4         |

#### Anni 1960
| 1960–1969                       | 1960–1969 | 1960–1969 | 1960–1969 | 1960–1969 | 1960–1969 | 1960–1969 | 1960–1969 | 1960–1969 | 1960–1969 | 1960–1969 |
| Paesi partecipanti e debuttanti | 1960 (13) | 1961 (16) | 1962 (16) | 1963 (16) | 1964 (16) | 1965 (18) | 1966 (18) | 1967 (17) | 1968 (17) | 1969 (16) |
| ------------------------------- | --------- | --------- | --------- | --------- | --------- | --------- | --------- | --------- | --------- | --------- |
| Austria                         | 7         | 15=       | 13=       | 7         | 6         | 4         | 1         | 14=       | 13        |           |
| Belgio                          | 6         | 15=       | 13=       | 10=       | 10=       | 15=       | 4=        | 7         | 7=        | 7=        |
| Danimarca                       | 10=       | 5=        | 10=       | 1         | 9         | 7         | 14        |           |           |           |
| Finlandia                       |           | 10=       | 7=        | 13=       | 7         | 15=       | 10=       | 12=       | 16=       | 12        |
| Francia                         | 1         | 4         | 1         | 5=        | 4=        | 3         | 16        | 3         | 3         | 1         |
| Germania Ovest                  | 4=        | 13        | 6         | 9         | 13=       | 15=       | 10=       | 8=        | 6         | 9=        |
| Irlanda                         |           |           |           |           |           | 6         | 4=        | 2         | 4         | 7=        |
| Italia                          | 8         | 5=        | 9         | 3         | 1         | 5         | 17=       | 11        | 10        | 13=       |
| Jugoslavia                      |           | 8         | 4=        | 11        | 13=       | 12        | 7=        | 8=        | 7=        | 13=       |
| Lussemburgo                     | 13        | 1         | 3         | 8         | 4=        | 1         | 10=       | 4         | 11        | 11        |
| Norvegia                        | 4=        | 7         | 10=       | 13=       | 8         | 13=       | 3         | 14=       | 13        | 16        |
| Paesi Bassi                     | 12        | 10=       | 13=       | 13=       | 10=       | 11        | 15        | 14=       | 16=       | 1         |
| Portogallo                      |           |           |           |           | 13=       | 13=       | 13        | 12=       | 11        | 15        |
| Principato di Monaco            | 3         | 10=       | 2         | 5=        | 3         | 9         | 17=       | 5         | 7=        | 6         |
| Regno Unito                     | 2         | 2         | 4=        | 4         | 2         | 2         | 9         | 1         | 2         | 1         |
| Spagna                          |           | 9         | 13=       | 12        | 12        | 15=       | 7=        | 6         | 1         | 1         |
| Svezia                          | 10=       | 14        | 7=        | 13=       |           | 10        | 2         | 8=        | 5         | 9=        |
| Svizzera                        | 8         | 3         | 10=       | 2         | 13=       | 8         | 6         | 17        | 13        | 5         |

#### Anni 1970
| 1970–1979                       | 1970–1979 | 1970–1979 | 1970–1979 | 1970–1979 | 1970–1979 | 1970–1979 | 1970–1979 | 1970–1979 | 1970–1979 | 1970–1979 |
| Paesi partecipanti e debuttanti | 1970 (12) | 1971 (18) | 1972 (18) | 1973 (17) | 1974 (17) | 1975 (19) | 1976 (18) | 1977 (18) | 1978 (20) | 1979 (19) |
| ------------------------------- | --------- | --------- | --------- | --------- | --------- | --------- | --------- | --------- | --------- | --------- |
| Austria                         |           | 16        | 5         |           |           |           | 5         | 17        | 15        | 18=       |
| Belgio                          | 8=        | 14=       | 17        | 17        | 9=        | 15        | 8         | 7         | 2         | 18=       |
| Danimarca                       |           |           |           |           |           |           |           |           | 16        | 6         |
| Finlandia                       |           | 8         | 12        | 6         | 13        | 7         | 11        | 10        | 18=       | 14        |
| Francia                         | 4=        | 10        | 11        | 15=       |           | 4         | 2         | 1         | 3         | 3         |
| Germania Ovest                  | 3         | 3         | 3         | 8=        | 14=       | 17        | 15        | 8         | 6         | 4         |
| / Grecia                        |           |           |           |           | 11        |           | 13        | 5         | 8         | 8         |
| Irlanda                         | 1         | 11        | 15        | 10=       | 7=        | 9         | 10        | 3         | 5         | 5         |
| Israele                         |           |           |           | 4         | 7=        | 11        | 6         | 11        | 1         | 1         |
| Italia                          | 8=        | 5         | 6         | 13        | 2         | 3         | 7         | 13        | 12        | 15        |
| Jugoslavia                      | 11        | 14=       | 9         | 15=       | 12        | 13=       | 17        |           |           |           |
| Lussemburgo                     | 12        | 13        | 1         | 1         | 4=        | 5         | 14        | 16        | 7         | 13        |
| Malta                           |           | 18        | 18        |           |           | 12        |           |           |           |           |
| Norvegia                        |           | 17        | 14        | 7         | 14=       | 18        | 18        | 14=       | 20        | 11        |
| Paesi Bassi                     | 7         | 6=        | 4         | 14        | 3         | 1         | 9         | 12        | 13        | 12        |
| Portogallo                      |           | 9         | 7         | 10=       | 14=       | 16        | 12        | 14=       | 17        | 9         |
| Principato di Monaco            | 8=        | 1         | 16        | 8=        | 4=        | 13=       | 3         | 4         | 4         | 16        |
| Regno Unito                     | 2         | 4         | 2         | 3         | 4=        | 2         | 1         | 2         | 11        | 7         |
| / Spagna                        | 4=        | 2         | 10        | 2         | 9=        | 10        | 16        | 9         | 9=        | 2         |
| Svezia                          |           | 6=        | 13        | 5         | 1         | 8         |           | 18        | 14        | 17        |
| Svizzera                        | 4=        | 12        | 8         | 12        | 14=       | 6         | 4         | 6         | 9=        | 10        |
| Turchia                         |           |           |           |           |           | 19        |           |           | 18=       |           |

#### Anni 1980
| 1980–1989                       | 1980–1989 | 1980–1989 | 1980–1989 | 1980–1989 | 1980–1989 | 1980–1989 | 1980–1989 | 1980–1989 | 1980–1989 | 1980–1989 |
| Paesi partecipanti e debuttanti | 1980 (19) | 1981 (20) | 1982 (18) | 1983 (20) | 1984 (19) | 1985 (19) | 1986 (20) | 1987 (22) | 1988 (21) | 1989 (22) |
| ------------------------------- | --------- | --------- | --------- | --------- | --------- | --------- | --------- | --------- | --------- | --------- |
| Austria                         | 8         | 17        | 9         | 9=        | 19        | 8         | 18        | 20        | 21        | 5         |
| Belgio                          | 17        | 13        | 4         | 18        | 5=        | 19        | 1         | 11        | 18=       | 19        |
| Cipro                           |           | 6         | 5         | 16        | 15        | 16 =      | 20        | 7         |           | 11        |
| Danimarca                       | 14        | 11=       | 17        | 17        | 4         | 11        | 6         | 5=        | 3         | 3         |
| Finlandia                       | 19        | 16        | 18        | 11=       | 9         | 9         | 15        | 15        | 20        | 7         |
| Francia                         | 11        | 3         |           | 8         | 8         | 10        | 17        | 14        | 10        | 8         |
| / Germania                      | 2         | 2         | 1         | 5         | 13        | 2         | 8         | 2         | 14        | 14        |
| Grecia                          | 13        | 8         |           | 14        |           | 16=       |           | 10        | 17        | 9=        |
| Irlanda                         | 1         | 5         | 11        |           | 2         | 6         | 4         | 1         | 8         | 18        |
| Islanda                         |           |           |           |           |           |           | 16        | 16        | 16        | 22        |
| Israele                         |           | 7         | 2         | 2         |           | 5         | 19        | 8         | 7         | 12        |
| Italia                          | 6         |           |           | 11=       | 5=        | 7         |           | 3         | 12=       | 9=        |
| Jugoslavia                      |           | 15        | 14        | 4         | 18        |           | 11        | 4         | 6         | 1         |
| Lussemburgo                     | 9         | 11=       | 6         | 1         | 10        | 13        | 3         | 21        | 4         | 20        |
| Marocco                         | 18        |           |           |           |           |           |           |           |           |           |
| Norvegia                        | 16        | 20        | 12        | 9=        | 17        | 1         | 12        | 9         | 5         | 17        |
| Paesi Bassi                     | 5         | 9         | 16        | 7         | 13        |           | 13        | 5=        | 9         | 15        |
| Portogallo                      | 7         | 18=       | 13        | 13        | 11        | 18        | 14        | 18        | 18=       | 16        |
| Regno Unito                     | 3         | 1         | 7         | 6         | 7         | 4         | 7         | 13        | 2         | 2         |
| / Spagna                        | 12        | 14        | 10        | 19=       | 3         | 14=       | 10        | 19        | 11        | 6         |
| Svezia                          | 10        | 10        | 8         | 3         | 1         | 3         | 5         | 12        | 12=       | 4         |
| Svizzera                        | 4         | 4         | 3         | 15        | 16        | 12        | 2         | 17        | 1         | 13        |
| Turchia                         | 15        | 18=       | 15        | 19=       | 12        | 14=       | 9         | 22        | 15        | 21        |

#### Anni 1990
| 1990–1999                       | 1990–1999 | 1990–1999 | 1990–1999 | 1990–1999                 | 1990–1999                 | 1990–1999                 | 1990–1999                 | 1990–1999                 | 1990–1999                 | 1990–1999                 |
| Paesi partecipanti e debuttanti | 1990 (22) | 1991 (22) | 1992 (23) | 1993 (29)                 | 1994 (25)                 | 1995 (23)                 | 1996 (30)                 | 1997 (25)                 | 1998 (25)                 | 1999 (23)                 |
| ------------------------------- | --------- | --------- | --------- | ------------------------- | ------------------------- | ------------------------- | ------------------------- | ------------------------- | ------------------------- | ------------------------- |
| Austria                         | 10        | 22        | 10        | 14                        | 17                        | 13                        | 10                        | 21                        |                           | 10                        |
| Belgio                          | 12        | 16        | 20        | 25                        |                           | 20                        | 16                        |                           | 6                         | 12=                       |
| / Bosnia ed Erzegovina          |           |           |           | 16                        | 15                        | 19                        | 22                        | 18                        |                           | 7                         |
| Cipro                           | 14        | 9         | 11        | 19                        | 11                        | 9                         | 9                         | 5                         | 11                        | 22                        |
| Croazia                         |           |           |           | 15                        | 16                        | 6                         | 4                         | 17                        | 5                         | 4                         |
| Danimarca                       | 8         | 19        | 12        | 22=                       |                           | 5                         | 26                        | 16                        |                           | 8=                        |
| Estonia                         |           |           |           | 27                        | 24                        |                           | 5                         | 8                         | 12=                       | 6                         |
| Finlandia                       | 21=       | 20        | 23        | 17                        | 22                        |                           | 23                        |                           | 15                        |                           |
| Francia                         | 2=        | 2         | 8         | 4                         | 7                         | 4                         | 19                        | 7                         | 24                        | 19                        |
| Germania                        | 9         | 18        | 16        | 18                        | 3                         | 23                        | 25                        | 18                        | 7                         | 3                         |
| Grecia                          | 19        | 13        | 5         | 9                         | 14                        | 12                        | 14                        | 12=                       | 20                        |                           |
| Irlanda                         | 2=        | 10=       | 1         | 1                         | 1                         | 14                        | 1                         | 2                         | 9                         | 17                        |
| Islanda                         | 4         | 15        | 7         | 13                        | 12                        | 15                        | 13                        | 20                        |                           | 2                         |
| Israele                         | 18        | 3         | 6         | 24                        |                           | 8                         | 29                        |                           | 1                         | 5                         |
| Italia                          | 1         | 7         | 4         | 12                        |                           |                           |                           | 4                         |                           |                           |
| / Jugoslavia                    | 7         | 21        | 13        | Nazione non più esistente | Nazione non più esistente | Nazione non più esistente | Nazione non più esistente | Nazione non più esistente | Nazione non più esistente | Nazione non più esistente |
| Lituania                        |           |           |           |                           | 25                        |                           |                           |                           |                           | 20                        |
| Lussemburgo                     | 13        | 14        | 21        | 20                        |                           |                           |                           |                           |                           |                           |
| Repubblica di Macedonia         |           |           |           |                           |                           |                           | 27                        |                           | 19                        |                           |
| Malta                           |           | 6         | 3         | 8                         | 5                         | 10                        | 10=                       | 9                         | 3                         | 15                        |
| Norvegia                        | 21=       | 17        | 18        | 5                         | 6                         | 1                         | 2                         | 24=                       | 8                         | 14                        |
| Paesi Bassi                     | 15        |           | 9         | 6                         | 23                        |                           | 7                         | 22                        | 4                         | 8=                        |
| Polonia                         |           |           |           |                           | 2                         | 18                        | 15                        | 11                        | 17                        | 18                        |
| Portogallo                      | 20        | 8         | 17        | 10                        | 8                         | 21                        | 6                         | 24=                       | 12=                       | 21                        |
| Regno Unito                     | 6         | 10=       | 2         | 2                         | 10                        | 10=                       | 8                         | 1                         | 2                         | 12=                       |
| Romania                         |           |           |           | 29                        | 21                        |                           | 30                        |                           | 22                        |                           |
| Russia                          |           |           |           |                           | 9                         | 17                        | 28                        | 15                        |                           |                           |
| Slovacchia                      |           |           |           | 26                        | 19                        |                           | 18                        |                           | 21                        |                           |
| Slovenia                        |           |           |           | 22=                       |                           | 7                         | 21                        | 10                        | 18                        | 11                        |
| Spagna                          | 5         | 4         | 14        | 11                        | 18                        | 2                         | 20                        | 6                         | 16                        | 23                        |
| Svezia                          | 16        | 1         | 22        | 7                         | 13                        | 3                         | 3                         | 14                        | 10                        | 1                         |
| Svizzera                        | 11        | 5         | 15        | 3                         | 19                        |                           | 16                        | 23                        | 25                        |                           |
| Turchia                         | 17        | 12        | 19        | 21                        |                           | 16                        | 12                        | 3                         | 14                        | 16                        |
| Ungheria                        |           |           |           | 28                        | 4                         | 22                        | 24                        | 12=                       | 23                        |                           |

#### Anni 2000
| 2000–2009                       | 2000–2009 | 2000–2009 | 2000–2009 | 2000–2009 | 2000–2009 | 2000–2009 | 2000–2009                 | 2000–2009                 | 2000–2009                 | 2000–2009                 |
| Paesi partecipanti e debuttanti | 2000 (24) | 2001 (23) | 2002 (24) | 2003 (26) | 2004 (36) | 2005 (39) | 2006 (37)                 | 2007 (42)                 | 2008 (43)                 | 2009 (42)                 |
| ------------------------------- | --------- | --------- | --------- | --------- | --------- | --------- | ------------------------- | ------------------------- | ------------------------- | ------------------------- |
| Albania                         |           |           |           |           | 7         | 16        | 28                        | 31                        | 17                        | 17                        |
| Andorra                         |           |           |           |           | 32        | 37        | 37                        | 26                        | 38                        | 37                        |
| Armenia                         |           |           |           |           |           |           | 8                         | 8                         | 4                         | 10                        |
| Austria                         | 14        |           | 18        | 6         | 21        | 35        |                           | 41                        |                           |                           |
| Azerbaigian                     |           |           |           |           |           |           |                           |                           | 8                         | 3                         |
| Belgio                          | 24        |           | 13=       | 2         | 22        | 36        | 26                        | 40                        | 39                        | 41                        |
| Bielorussia                     |           |           |           |           | 33        | 27        | 36                        | 6                         | 35                        | 32                        |
| Bosnia ed Erzegovina            |           | 14        | 13=       | 16        | 9         | 14        | 3                         | 11                        | 10                        | 9                         |
| Bulgaria                        |           |           |           |           |           | 33        | 31                        | 5                         | 27                        | 39                        |
| Cipro                           | 21        |           | 6         | 20        | 5         | 18        | 29                        | 29                        | 31                        | 31                        |
| Croazia                         | 9         | 10        | 11        | 15        | 13        | 11        | 13                        | 30                        | 21                        | 18                        |
| Danimarca                       | 1         | 2         | 24        |           | 27        | 9         | 18                        | 33                        | 15                        | 13                        |
| Estonia                         | 4         | 1         | 3=        | 21        | 25        | 34        | 32                        | 37                        | 41                        | 6                         |
| Finlandia                       | 19        |           | 20        |           | 28        | 32        | 1                         | 17                        | 22                        | 25                        |
| Francia                         | 23        | 4         | 5         | 18        | 15        | 23        | 22                        | 22                        | 19                        | 8                         |
| Georgia                         |           |           |           |           |           |           |                           | 12                        | 11                        |                           |
| Germania                        | 5         | 8         | 21        | 12        | 8         | 24        | 14                        | 19                        | 23                        | 20                        |
| Grecia                          |           | 3         | 17        | 17        | 3         | 1         | 9                         | 7                         | 3                         | 7                         |
| Irlanda                         | 6         | 21        |           | 11        | 23        | 29        | 10                        | 24                        | 37                        | 27                        |
| Islanda                         | 12        | 22=       |           | 8         | 19        | 30        | 27                        | 27                        | 14                        | 2                         |
| Israele                         | 22        | 16        | 12        | 19        | 26        | 4         | 23                        | 38                        | 9                         | 16                        |
| Lettonia                        | 3         | 19        | 1         | 24        | 31        | 5         | 16                        | 16                        | 12                        | 40                        |
| Lituania                        |           | 13        | 23        |           | 30        | 39        | 6                         | 21                        | 33                        | 23                        |
| Repubblica di Macedonia         | 15        |           | 19        |           | 14        | 17        | 12                        | 14                        | 26                        | 28                        |
| Malta                           | 8         | 9         | 2         | 25        | 12        | 2         | 24                        | 39                        | 29                        | 22                        |
| Moldavia                        |           |           |           |           |           | 6         | 20                        | 10                        | 32                        | 14                        |
| Montenegro                      |           |           |           |           |           |           |                           | 36                        | 36                        | 29                        |
| Norvegia                        | 11        | 22=       |           | 4         | 24        | 9         | 14                        | 32                        | 5                         | 1                         |
| Paesi Bassi                     | 13        | 18        |           | 13        | 20        | 28        | 34                        | 35                        | 34                        | 36                        |
| Polonia                         |           | 20        |           | 7         | 17        | 25        | 25                        | 28                        | 24                        | 30                        |
| Portogallo                      |           | 17        |           | 22        | 29        | 31        | 33                        | 25                        | 13                        | 15                        |
| Principato di Monaco            |           |           |           |           | 34        | 38        | 35                        |                           |                           |                           |
| Regno Unito                     | 16        | 15        | 3=        | 26        | 16        | 22        | 19                        | 23                        | 25                        | 5                         |
| Repubblica Ceca                 |           |           |           |           |           |           |                           | 42                        | 40                        | 42                        |
| Romania                         | 17        |           | 9         | 10        | 18        | 3         | 4                         | 13                        | 20                        | 19                        |
| Russia                          | 2         | 12        | 10        | 3         | 11        | 15        | 2                         | 3                         | 1                         | 11                        |
| San Marino                      |           |           |           |           |           |           |                           |                           | 43                        |                           |
| Serbia                          |           |           |           |           |           |           |                           | 1                         | 6                         | 26                        |
| Serbia e Montenegro             |           |           |           |           | 2         | 7         | Nazione non più esistente | Nazione non più esistente | Nazione non più esistente | Nazione non più esistente |
| Slovacchia                      |           |           |           |           |           |           |                           |                           |                           | 38                        |
| Slovenia                        |           | 7         | 13=       | 23        | 35        | 26        | 30                        | 15                        | 30                        | 35                        |
| Spagna                          | 18        | 6         | 7         | 9         | 10        | 21        | 21                        | 20                        | 16                        | 24                        |
| Svezia                          | 7         | 5         | 8         | 5         | 6         | 19        | 5                         | 18                        | 18                        | 21                        |
| Svizzera                        | 20        |           | 22        |           | 36        | 8         | 16                        | 34                        | 28                        | 34                        |
| Turchia                         | 10        | 11        | 16        | 1         | 4         | 13        | 11                        | 4                         | 7                         | 4                         |
| Ucraina                         |           |           |           | 14        | 1         | 20        | 7                         | 2                         | 2                         | 12                        |
| Ungheria                        |           |           |           |           |           | 12        |                           | 9                         | 42                        | 33                        |

#### Anni 2010
| 2010–2019                       | 2010–2019 | 2010–2019 | 2010–2019 | 2010–2019 | 2010–2019 | 2010–2019 | 2010–2019 | 2010–2019 | 2010–2019 | 2010–2019 |
| Paesi partecipanti e debuttanti | 2010 (39) | 2011 (43) | 2012 (42) | 2013 (39) | 2014 (37) | 2015 (40) | 2016 (42) | 2017 (42) | 2018 (43) | 2019 (41) |
| ------------------------------- | --------- | --------- | --------- | --------- | --------- | --------- | --------- | --------- | --------- | --------- |
| Albania                         | 16        | 32        | 5         | 34        | 34        | 16=       | 37        | 34        | 11        | 17        |
| Armenia                         | 7         | 27        |           | 18        | 4         | 16=       | 7         | 18        | 35        | 37        |
| Australia                       |           |           |           |           |           | 5         | 2         | 9         | 20        | 9         |
| Austria                         |           | 18        | 42        | 36        | 1         | 26=       | 13        | 16        | 3         | 40        |
| Azerbaigian                     | 5         | 1         | 4         | 2         | 21=       | 12        | 17        | 14        | 30        | 8         |
| Belgio                          | 6         | 28        | 41        | 11=       | 33        | 4         | 10        | 4         | 31        | 32        |
| Bielorussia                     | 24        | 33        | 34        | 16        | 16        | 30        | 29        | 17        | 37        | 24        |
| Bosnia ed Erzegovina            | 17        | 6         | 18        |           |           |           | 27        |           |           |           |
| Bulgaria                        | 35        | 30        | 27        | 29        |           |           | 4         | 2         | 14        |           |
| Cipro                           | 21        | 42        | 16        | 38        |           | 22        | 21        | 21        | 2         | 13        |
| Croazia                         | 33        | 34        | 29        | 33        |           |           | 23        | 13        | 38        | 33        |
| Danimarca                       | 4         | 5         | 23        | 1         | 9=        | 32=       | 39        | 19=       | 9         | 12        |
| Estonia                         | 31        | 24        | 6         | 20        | 28        | 7         | 42        | 32        | 8         | 20        |
| Finlandia                       | 27        | 21        | 30        | 24        | 11=       | 38        | 35        | 30        | 25        | 39        |
| Francia                         | 12        | 15        | 22        | 23        | 26        | 25        | 6         | 12        | 13        | 16        |
| Georgia                         | 9         | 9         | 32        | 15        | 36        | 11        | 20        | 27        | 42=       | 34        |
| Germania                        | 1         | 10        | 8         | 21        | 18        | 26=       | 26        | 25        | 4         | 25        |
| Grecia                          | 8         | 7         | 17        | 6         | 20        | 19        | 38        | 19=       | 33        | 21        |
| Irlanda                         | 23        | 8         | 19        | 26        | 30        | 31        | 36        | 31        | 16        | 41        |
| Islanda                         | 19        | 20        | 20        | 17        | 15        | 37        | 34        | 36        | 43        | 10        |
| Israele                         | 14        | 35        | 35        | 32        | 35        | 9         | 14        | 23        | 1         | 23        |
| Italia                          |           | 2         | 9         | 7         | 21=       | 3         | 16        | 6         | 5         | 2         |
| Lettonia                        | 37        | 39        | 40        | 37        | 31        | 6         | 15        | 41        | 28        | 36        |
| Lituania                        | 29        | 19        | 14        | 22        | 29        | 18        | 9         | 39        | 12        | 29        |
| Macedonia del Nord              | 32        | 36        | 13        | 35        | 32        | 35        | 28        | 35        | 42=       | 7         |
| Malta                           | 28        | 26        | 21        | 8         | 23        | 28        | 11=       | 38        | 29        | 14        |
| Moldavia                        | 22        | 12        | 11        | 11=       | 37        | 29        | 40        | 3         | 10        | 30        |
| Montenegro                      |           |           | 39        | 30        | 19        | 13        | 32        | 37        | 39        | 38        |
| Norvegia                        | 20        | 38        | 26        | 4         | 8         | 8         | 31        | 10        | 15        | 6         |
| Paesi Bassi                     | 34        | 43        | 33        | 9         | 2         | 32=       | 11=       | 11        | 18        | 1         |
| Polonia                         | 30        | 41        |           |           | 14        | 23        | 8         | 22        | 34        | 27        |
| Portogallo                      | 18        | 40        | 31        |           | 27        | 36        |           | 1         | 26        | 35        |
| Regno Unito                     | 25        | 11        | 25        | 19        | 17        | 24        | 24        | 15        | 24        | 26        |
| Repubblica Ceca                 |           |           |           |           |           | 32=       | 25        | 33        | 6         | 11        |
| Romania                         | 3         | 17        | 12        | 13        | 11=       | 15        |           | 7         | 27        | 31        |
| Russia                          | 11        | 16        | 2         | 5         | 7         | 2         | 3         |           | 36        | 3         |
| San Marino                      |           | 37        | 37        | 27        | 24        | 39        | 30        | 42        | 40        | 19        |
| Serbia                          | 13        | 14        | 3         | 28        |           | 10        | 18        | 28        | 19        | 18        |
| Slovacchia                      | 36        | 29        | 38        |           |           |           |           |           |           |           |
| Slovenia                        | 38        | 13        | 36        | 39        | 25        | 14        | 33        | 40        | 22        | 15        |
| Spagna                          | 15        | 23        | 10        | 25        | 9=        | 21        | 22        | 26        | 23        | 22        |
| Svezia                          | 26        | 3         | 1         | 14        | 3         | 1         | 5         | 5         | 7         | 5         |
| Svizzera                        | 39        | 25        | 28        | 31        | 13        | 40        | 41        | 29        | 32        | 4         |
| Turchia                         | 2         | 31        | 7         |           |           |           |           |           |           |           |
| Ucraina                         | 10        | 4         | 15        | 3         | 6         |           | 1         | 24        | 17        |           |
| Ungheria                        |           | 22        | 24        | 10        | 5         | 20        | 19        | 8         | 21        | 28        |

#### Anni 2020
| 2020-2029                       | 2020-2029 | 2020-2029 | 2020-2029 | 2020-2029 | 2020-2029 | 2020-2029 | 2020-2029 |
| Paesi partecipanti e debuttanti | 2020 (41) | 2021 (39) | 2022 (40) | 2023 (37) | 2024 (37) | 2025 (37) | 2026 (19) |
| ------------------------------- | --------- | --------- | --------- | --------- | --------- | --------- | --------- |
| Albania                         | -         | 21        | 30        | 22        | 33        | 8         | -         |
| Armenia                         | -         |           | 20        | 14        | 8         | 20        |           |
| Australia                       | -         | 34        | 15        | 9         | 26        | 28        |           |
| Austria                         | -         | 30        | 36        | 15        | 24        | 1         | -         |
| Azerbaigian                     | -         | 20        | 16        | 34        | 35        | 37        |           |
| Belgio                          | -         | 19        | 19        | 7         | 31        | 35        |           |
| Bielorussia                     | -         |           |           |           |           |           |           |
| Bulgaria                        | -         | 11        | 38        |           |           |           |           |
| Cipro                           | -         | 16        | 28        | 12        | 15        | 27        | -         |
| Croazia                         | -         | 27        | 27        | 13        | 2         | 30        |           |
| Danimarca                       | -         | 28        | 32        | 33        | 28        | 23        | -         |
| Estonia                         | -         | 31        | 13        | 8         | 20        | 3         |           |
| Finlandia                       | -         | 6         | 22        | 2         | 19        | 11        | -         |
| Francia                         | -         | 2         | 24        | 16        | 4         | 7         |           |
| Georgia                         | -         | 38        | 39        | 29        | 21        | 33        |           |
| Germania                        | -         | 25        | 25        | 26        | 12        | 15        | -         |
| Grecia                          | -         | 10        | 8         | 30        | 11        | 6         | -         |
| Irlanda                         | -         | 37        | 34        | 31        | 6         | 31        |           |
| Islanda                         | -         | 4         | 23        | 27        | 36        | 25        |           |
| Israele                         | -         | 17        | 29        | 3         | 5         | 2         | -         |
| Italia                          | -         | 1         | 6         | 4         | 7         | 5         |           |
| Lettonia                        | -         | 39        | 31        | 28        | 16        | 13        | -         |
| Lituania                        | -         | 8         | 14        | 11        | 14        | 16        | -         |
| Lussemburgo                     |           |           |           |           | 13        | 22        | -         |
| Macedonia del Nord              | -         | 35        | 26        |           |           |           |           |
| Malta                           | -         | 7         | 35        | 35        | 34        | 17        | -         |
| Moldavia                        | -         | 13        | 7         | 18        | 30        |           |           |
| Montenegro                      |           |           | 37        |           |           | 36        |           |
| Norvegia                        | -         | 18        | 10        | 5         | 25        | 18        | -         |
| Paesi Bassi                     | -         | 23        | 11        | 32        | 26        | 12        | -         |
| Polonia                         | -         | 33        | 12        | 19        | 29        | 14        |           |
| Portogallo                      | -         | 12        | 9         | 23        | 10        | 21        |           |
| Regno Unito                     | -         | 26        | 2         | 25        | 18        | 19        | -         |
| Repubblica Ceca                 | -         | 36        | 21        | 10        | 27        | 29        |           |
| Romania                         | -         | 29        | 18        | 36        |           |           |           |
| Russia                          | -         | 9         |           |           |           |           |           |
| San Marino                      | -         | 22        | 33        | 37        | 32        | 26        |           |
| Serbia                          | -         | 15        | 5         | 24        | 17        | 32        | -         |
| Slovenia                        | -         | 32        | 40        | 21        | 23        | 34        |           |
| Spagna                          | -         | 24        | 3         | 17        | 22        | 24        | -         |
| Svezia                          | -         | 14        | 4         | 1         | 9         | 4         | -         |
| Svizzera                        | -         | 3         | 17        | 20        | 1         | 10        | -         |
| Ucraina                         | -         | 5         | 1         | 6         | 3         | 9         |           |

## I Big Five
Cinque tra i Paesi partecipanti vengono definite Big Five, poiché sono quelli che hanno supportato e tuttora supportano maggiormente, rispetto ad altre, l'Unione europea di radiodiffusione. Dapprima questi paesi partecipavano alla gara anche se gli dovesse essere proibito dal sistema di relegazione che vigeva allora, dopo la rimozione di questo sistema, i paesi partecipano direttamente alla finale, evitando quindi le semifinali ma dovendo votare in una di esse. Essi sono
- Francia (dal 2000)
- Germania (dal 2000)
- Italia (dal 2011)
- Spagna (dal 2000)
- Regno Unito (dal 2000)

Il paese vincitore dell'anno precedente (e in caso non potesse ospitare la manifestazione anche quello che ne fa le veci) godono degli stessi benefici dei big 5.

## Primati
Primati nell'Eurovision Song Contest fino al 2024.
- Maggior numero di vittorie:  Irlanda,  Svezia - 7;
- Maggior numero di vittorie nel XXI secolo:  Svezia,  Ucraina - 3;
- Maggior numero di vittorie dello stesso cantante:  Irlanda,  Svezia - 2 (Johnny Logan 1980 e 1987, Loreen 2012 e 2023);
- Vittorie in due edizioni di seguito:  Spagna (1968, 1969),  Lussemburgo (1972, 1973),  Israele (1978, 1979);
- Vittorie in tre edizioni di seguito:  Irlanda (1992, 1993, 1994);
- Vittoria di più paesi in un'edizione:  Francia,  Paesi Bassi,  Spagna,  Regno Unito - 4 (1969);
- Maggior numero di canzoni al secondo posto:  Regno Unito - 16;
- Maggior numero di canzoni al secondo posto nel XXI secolo:  Russia - 4;
- Maggior numero di canzoni al terzo posto:  Francia - 7;
- Maggior numero di canzoni al quarto posto:  Francia - 7;
- Maggior numero di canzoni al quinto posto:  Svezia - 9;
- Maggior numero di partecipazioni:  Germania - 68 (69 se si conta la canzone del 1996, che non ha passato il girone di qualificazione);
- Minor numero di partecipazioni:  Regno di Grecia (1974),  Marocco (1980),  RF Jugoslavia (1992) - 1;
- Maggior numero di paesi partecipanti in un'edizione: 43 (2008, 2011, 2018);
- Miglior successo di un paese in un decennio:  Irlanda - anni 1990 (4 vittorie, 2 secondi posti, 8 top 10);
- Maggior numero di piazzamenti tra i primi dieci in un decennio (top 10):  Francia - anni 1960,  Regno Unito - anni 1960 (9 top 10);
- Migliori primi dieci anni:  Francia - 3 vittorie, 1 secondo posto, 2 terzi posti, 2 quarti posti e 1 quinto posto (27 punti);
- Maggior numero di secondi ultimi posti:  Francia,  Norvegia - 6;
- Maggior numero di ultimi posti nelle finali:  Norvegia - 12 (1963, 1969, 1974, 1976, 1978, 1981, 1990, 1997, 2001, 2004, 2012, 2024);
- Maggior numero di ultimi posti nelle semifinali:  Lettonia - 5 (2009, 2010, 2013, 2017, 2021);
- Top five del maggior numero di punti ricevuti in una finale (1975-2015):

| #  | Paese     | Punti ricevuti | Piazzamento       |
| -- | --------- | -------------- | ----------------- |
| 1º | Norvegia  | 387            | 1º posto nel 2009 |
| 2º | Svezia    | 372            | 1º posto nel 2012 |
| 3º | Svezia    | 365            | 1º posto nel 2015 |
| 4º | Russia    | 303            | 2º posto nel 2015 |
| 5º | Finlandia | 292            | 1º posto nel 2006 |
| 5º | Italia    | 292            | 3º posto nel 2015 |

- Top five del maggior numero di punti ricevuti in una finale (dal 2016):

| #  | Paese      | Punti ricevuti | Piazzamento       |
| -- | ---------- | -------------- | ----------------- |
| 1º | Portogallo | 758            | 1º posto nel 2017 |
| 2º | Ucraina    | 631            | 1º posto nel 2022 |
| 3º | Bulgaria   | 615            | 2º posto nel 2017 |
| 4º | Svizzera   | 591            | 1º posto nel 2024 |
| 5º | Svezia     | 583            | 1º posto nel 2023 |

- Maggior numero di 12 punti dalle giurie nazionali in un'edizione:  Svizzera (2024) - 22;
- Maggior numero di 12 punti dal televoto in un'edizione:  Ucraina (2022) - 28;
- Maggior numero di punti dalle giurie nazionali in un’edizione:  Portogallo (2017) - 382;
- Maggior numero di punti dal televoto in un’edizione:  Ucraina (2022) - 439;
- Maggior numero di punti totalizzati su quelli disponibili:  Lussemburgo (1973) - 129/160 (80,63%);
- Maggior distacco dal secondo classificato:  Norvegia (2009) - 169 punti su  Islanda;
- Minor distacco dal secondo classificato:  Svezia (1991) - 0 punti su  Francia;[5]
- Maggior numero di punti ricevuti dall'OGAE (organizzazione internazionale di oltre 40 fan club del Contest di vari Paesi europei e non, che ogni anno vota le proprie canzoni preferite con lo stesso sistema di punti del contest):  Italia - 497 (2017);
- Miglior debutto:  Svizzera (debutto e vittoria nel 1956),  Serbia (debutto e vittoria nel 2007).

## Curiosità
- Canzone di cui sono state fatte più cover in assoluto:  Italia - Nel blu dipinto di blu (Volare) cantata da Domenico Modugno (1958);
- Canzone più di successo dopo la vittoria:  Svezia - Waterloo cantata dagli ABBA (1974);
- Canzone nº 100:  Svizzera - T'en va pas, cantata da Esther Ofarim (1963);
- Canzone nº 500:  Lussemburgo - L'amour de ma vie, cantata da Sherisse Laurence (1986);
- Canzone nº 1000:  Irlanda - Every Song Is a Cry for Love, cantata da Brian Kennedy (2006);
- Canzone nº 1500:  Norvegia - That's How You Write a Song, cantata da Alexander Rybak (2018);
- Lingua più diffusa nelle canzoni vincitrici: inglese (33 vittorie);
- Canzone con il maggior numero di lingue diverse:  Bulgaria - Love Unlimited, cantata da Sofi Marinova contiene la frase "ti amo" in 11 lingue: bulgaro, arabo, azero, francese, greco, inglese, italiano, romaní, serbo-croato, spagnolo e turco;
- Maggior numero di conduzioni di canzoni vincitrici:  Irlanda - direttore d'orchestra Noel Kelehan (1980, 1987, 1992, 1993 e 1996);
- Maggior numero di spettatori in un'edizione:  Danimarca - 38 000 circa (Parken Stadium di Copenaghen, 2001);
- Maggior numero di vittorie con cantanti non nativi dalla nazione:  Lussemburgo - 5 (quattro cantanti francesi e uno greco);
- Membro dei Big Five che conta meno partecipazioni:  Italia - 46;
- Nazione mai qualificatasi per la finale:  Andorra;
- Nazione sempre qualificatasi per la finale:  Ucraina (dal 2004),  Lussemburgo (dal 2024);
- Nazione partecipante più estesa:  Russia - 3 960 000 km² (parte europea);
- Nazione partecipante più piccola:  Principato di Monaco - 2,02 km²;
- Nazioni extraeuropee che hanno partecipato o partecipano:  Marocco (Africa),  Australia (Oceania),  Israele (Asia minore);
- Nazioni non più esistenti che hanno partecipato:  RSF Jugoslavia,  RF Jugoslavia,  Serbia e Montenegro;
- Nazioni esistenti, ma che hanno partecipato con altre denominazioni in passato:
  -  Repubblica di Bosnia ed Erzegovina (1992-1998 e in seguito come  Bosnia ed Erzegovina);
  -  Germania Ovest (1956-1990 e in seguito come  Germania);
  -  Germania Est (non ha mai partecipato prima del 1990, in seguito solo come  Germania);
  -  Regno di Grecia (1974 e in seguito come  Grecia);
  -  Spagna franchista (1961-1977 e in seguito come  Stato spagnolo);
  -  Stato spagnolo (1978-1981 e in seguito come  Spagna);
  -  Repubblica di Macedonia (1998-2018 e in seguito come  Macedonia del Nord);
  -  Repubblica Ceca (2007-2022 e in seguito come  Cechia).

### Annotazioni
1. ↑  Il Kosovo ha partecipato come parte della Jugoslavia tra il 1961 e il 1991 e come parte della RF Jugoslavia e poi della Serbia e Montenegro fino al 2005; infine come parte della Serbia nel 2007.

### Fonti
1. ↑  A causa di un errore causato nella votazione finale del 2019 dalla giuria bielorussa, il Paese ha guadagnato una posizione in classifica, passando dall'ottavo al settimo posto.
2. ↑  A causa di un errore causato nella votazione finale del 2019 dalla giuria bielorussa, il Paese ha guadagnato 6 punti, passato da 492 a 498 punti in totale.
3. ↑  A causa di un errore causato nella votazione finale del 2019 dalla giuria bielorussa, il Paese ha guadagnato una posizione in classifica, passando dal 20º al 19º posto.
4. ↑  Ha vinto come Spagna franchista
5. ↑  Nell'edizione 1991, la Svezia e la Francia totalizzarono entrambe 146 punti. Ma, diversamente da quanto accadde nel 1969, non furono decretati plurivincitori: secondo il sistema di voto, ancora oggi vigente, il vincitore assoluto può essere solo uno, ossia il paese che accumula più volte da 12 a 1 punti. In quell'anno Francia e Svezia ottennero lo stesso numero di volte 12 punti, ma il paese scandinavo ottenne più volte 10 punti e fu pertanto decretato vincitore della serata.